# Millepora murrayi
Millepora murrayi là một loài san hô trong họ Milleporidae. Loài này được Quelch mô tả khoa học năm 1884.